# Pyromorfit
Pyromorfit je minerál, fosforečnan olova s chlorem. Chemický vzorec pyromorfitu je Pb5(PO4)3Cl. Je velmi blízký vzácnějšímu mimetitu (mimetesitu), v jehož struktuře je fosfor nahrazen arsenem (chemický vzorec mimetitu je Pb5(AsO4)3Cl). Pyromorfit tvoří jehličkovité až sloupečkovité, hexagonálně omezené krystaly, v některých případech také kůry a agregáty ledvinitého tvaru s pryskyřnatým, resp. mastným až sklovitým leskem. Pro pyromorfit je typické především jeho zelené zbarvení, vyskytuje se však také v barvě žluté, oranžové, žlutooranžové, žlutohnědé, hnědé, našedlé, případně i v bezbarvé verzi.

## Původ názvu
Se zelenou či hnědou barvou bývalo spojováno i starší pojmenování minerálu - například Christian Friedrich Schultze z Drážďan jej v roce 1761 označuje jako Grünbleierz či Braunbleierz.  Název minerálu pyromorfit vznikl spojením řeckých výrazů pro oheň a tvar.

## Vznik
Pyromorfit je sekundární minerál, který se nachází v oxidačních zónách ložisek olověných rud. Tento minerál vzniká jako výsledek přeměny galenitu v rudních žilách, vzácněji jako produkt sopečné činnosti. Může se vyskytovat ve spojení s hydroxylpyromorfitem Pb5(AsO4)3(OH). Vznik pyromorfitu byl identifikován též v kontaminované půdě městských a průmyslových lokalit.

## Výskyt
Pyromorfit se vyskytuje v oblasti nalezišť olověných rud po celém světě. Ukázkové vzorky jsou získávány z čínských nalezišť v provincii Kuej-lin, dalšími známými lokalitami jsou například Důl Les Farges v Corrèze ve Francii, Broken Hill v Austrálii, Důl Ogoya na japonském ostrově Honšú, Důl Llechwedd Helyg Mine v Pen-bont Rhydybeddau ve Walesu nebo Důl Bunker Hill v districtu Coeur d'Alene v Shoshone County v americkém Idahu a mnohé další.
V Česku se pyromorfit nalézá v místech výskytu olověných rud. Známými lokalitami jsou Oloví u Karlových Varů, Příbram (bývalý Důl Řimbaba ve Vysoké Peci, místní části Bohutína), západočeské Stříbro a jeho okolí, Horní Benešov a Nová Ves u Rýmařova v okrese Bruntál a krkonošský Harrachov v Libereckém kraji.

## Ukázky ze světových lokalit

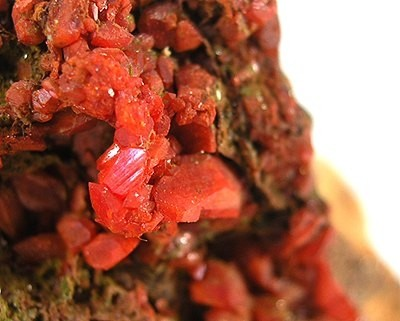
Krokoit a pyromorfit, Důl Berezovskij, Ural, Rusko
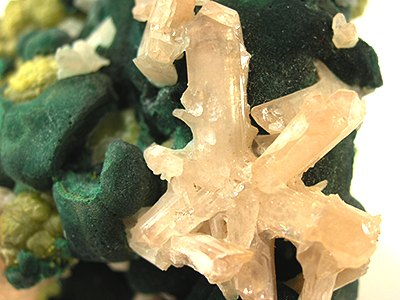
Malachit a pyromorfit, Rum Jungle, Severní teritorium, Austrálie
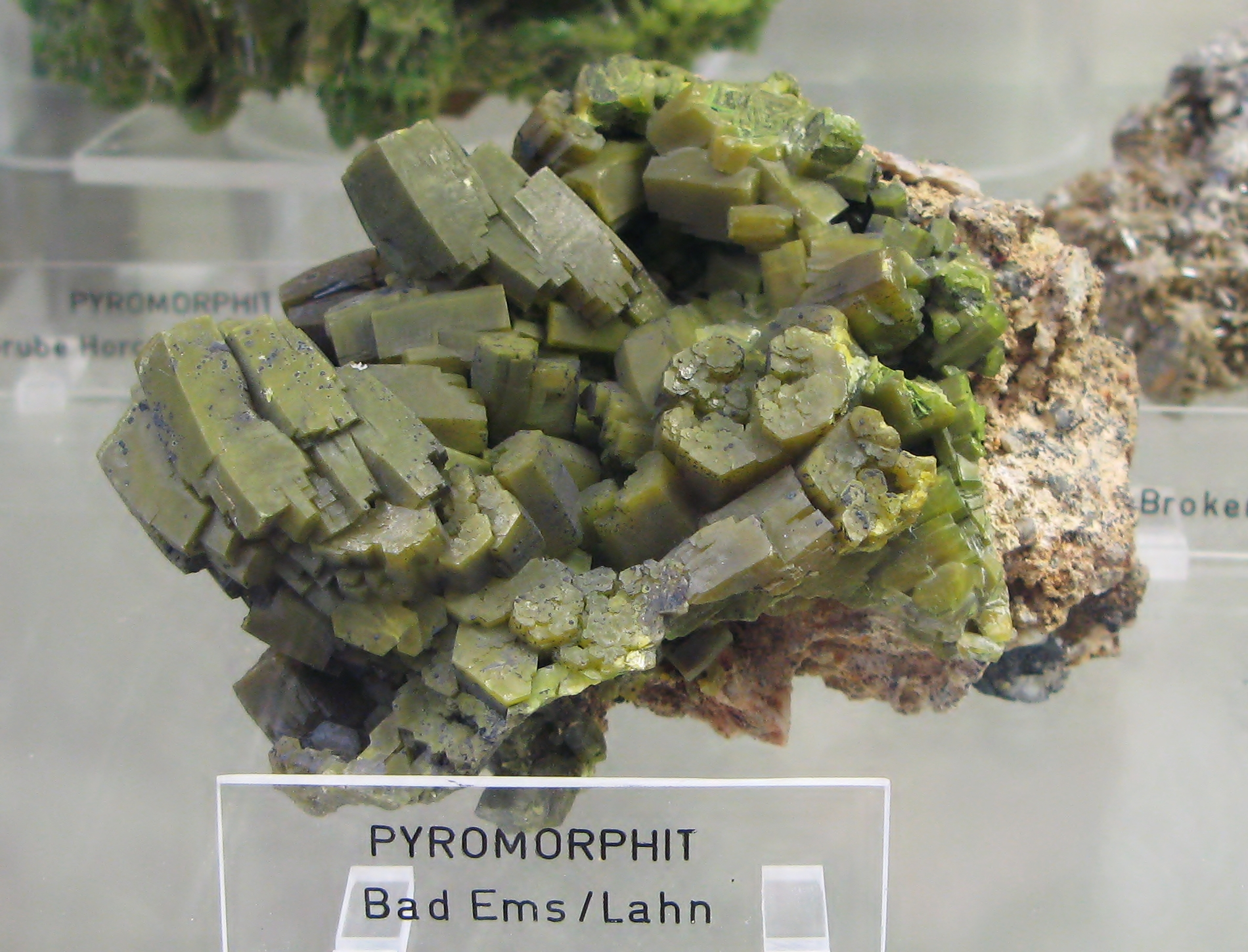
Pyromorfit, Bad Ems, Severní Porýní - Vestfálsko, SRN
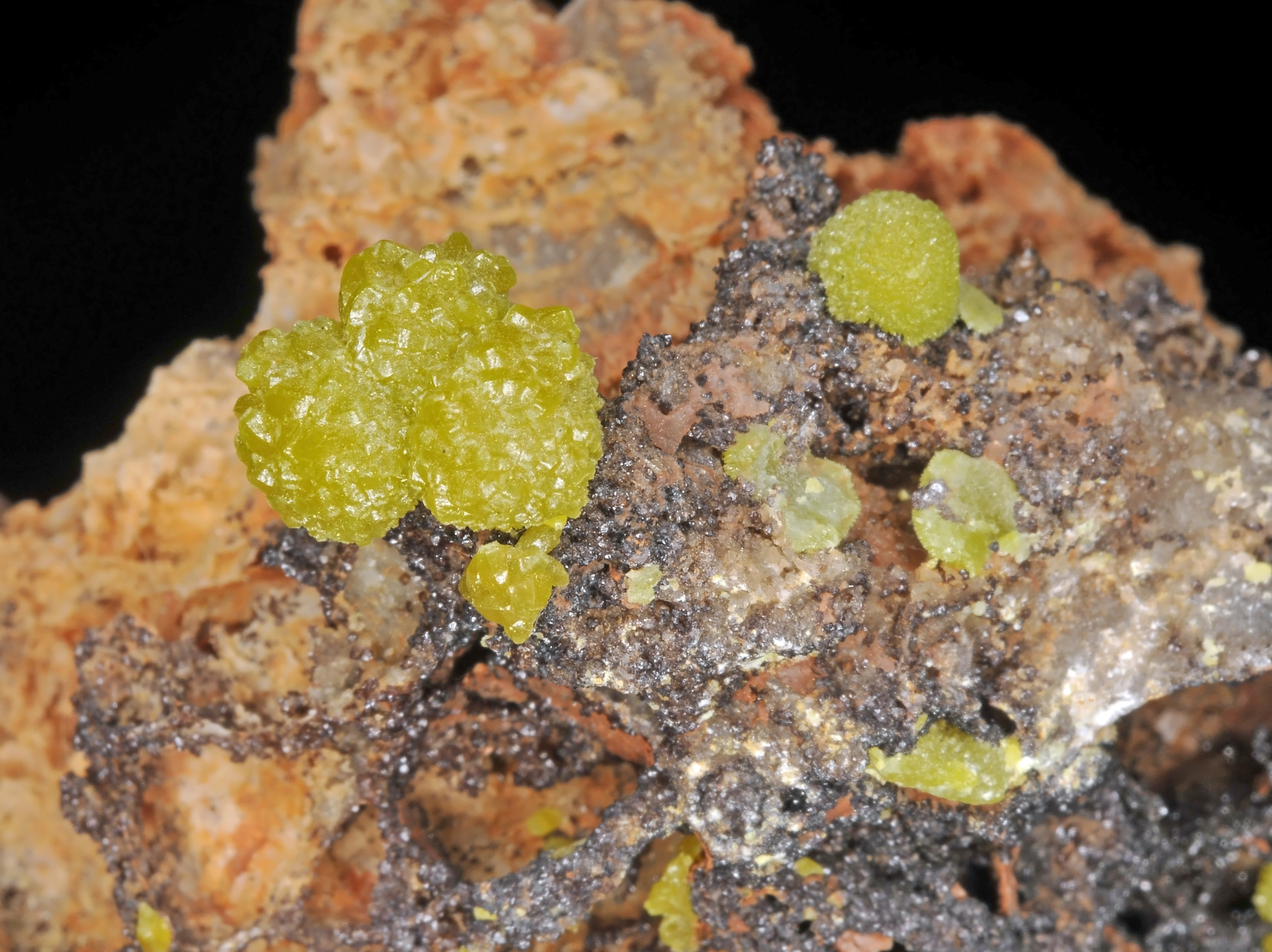
Žluté krystaly pyromorfitu, Důl Hardshell, Arizona, USA
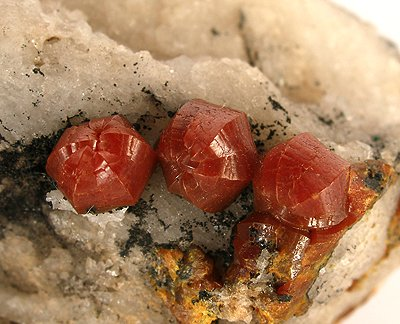
Mimetit a pyromorfit, Důl Dry Gill, Caldbeck Fells, Cumberland, Anglie
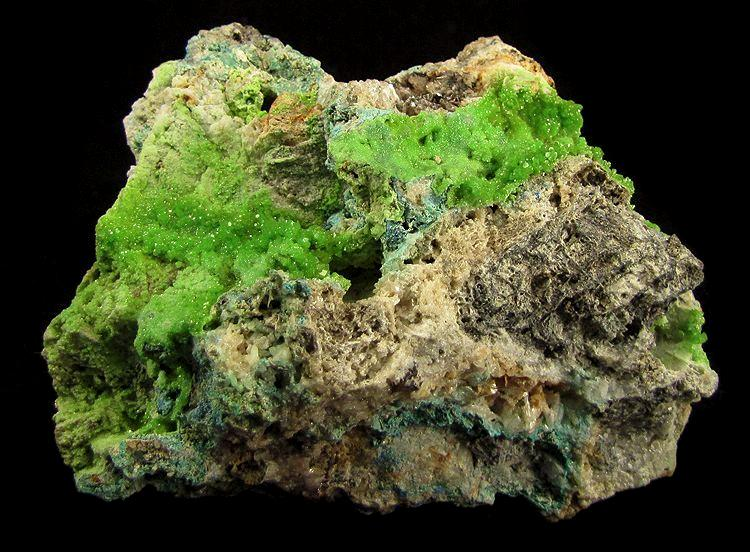
Pyromorfit, cerusit a caledonit, Leadhills, Strathclyde, Skotsko
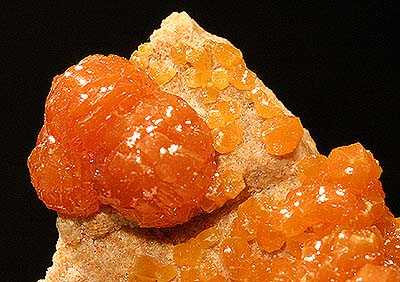
Pyromorfit z dolu Bunker Hill Mine, Kellogg, Idaho, USA
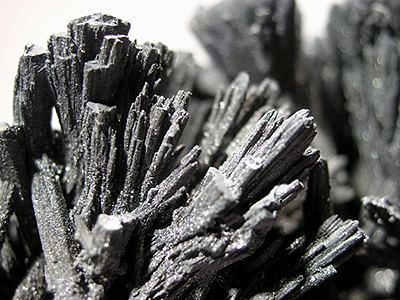
Pyromorfit nahrazený galenitem, Perranzabuloe, Cornwall